# ایستگاه متروی گرین پارک
ایستگاه متروی گرین پارک (انگلیسی: Green Park tube station) یکی از ایستگاه‌های متروی لندن است.
این ایستگاه که در شهر وست‌مینستر قرار دارد در سال ۱۹۰۶ تأسیس شده و جزئی از خط جوبیلی، خط پیکدیلی و خط ویکتوریا است.

## نگارخانه

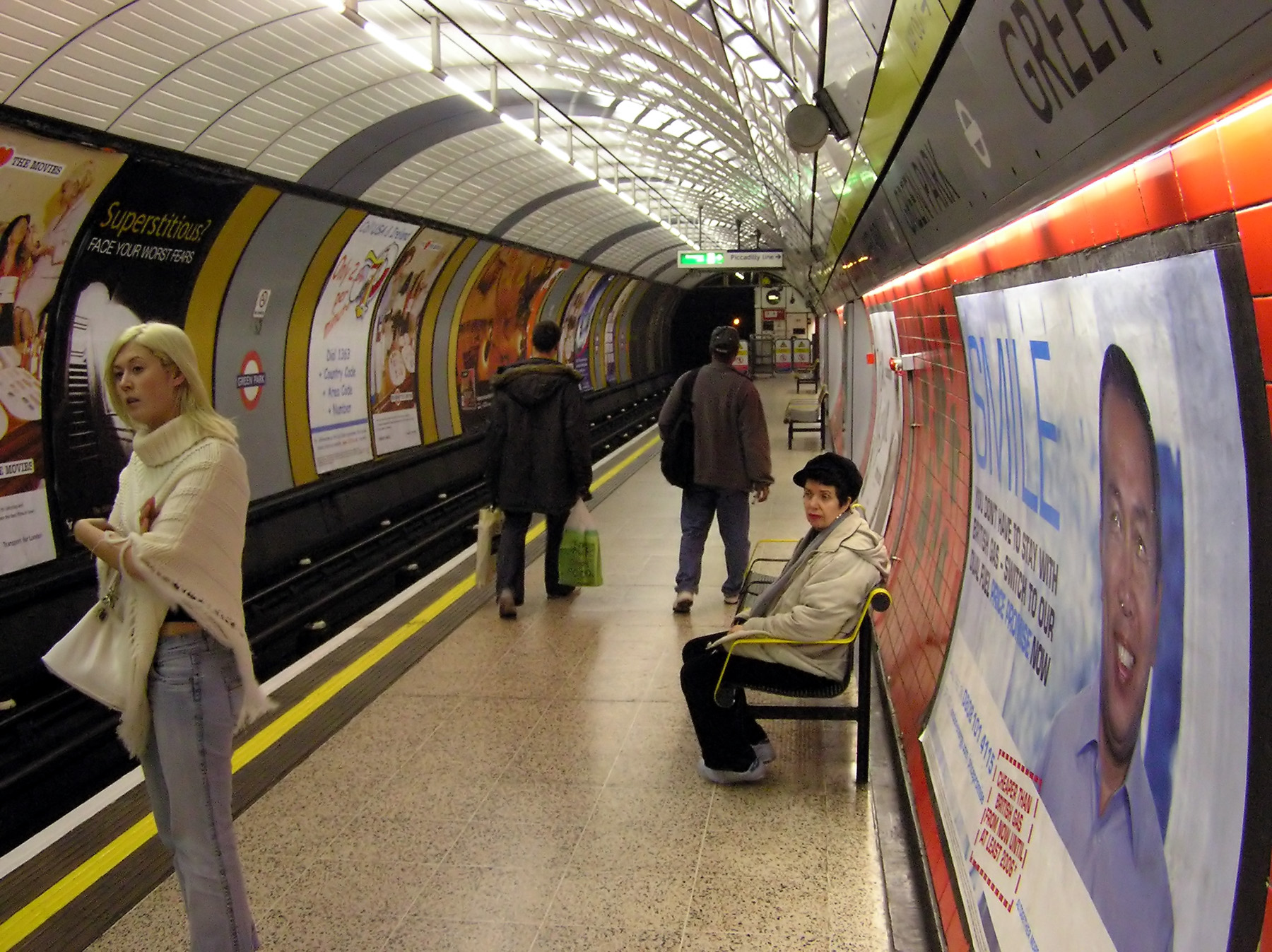
سکو خط جوبیلی
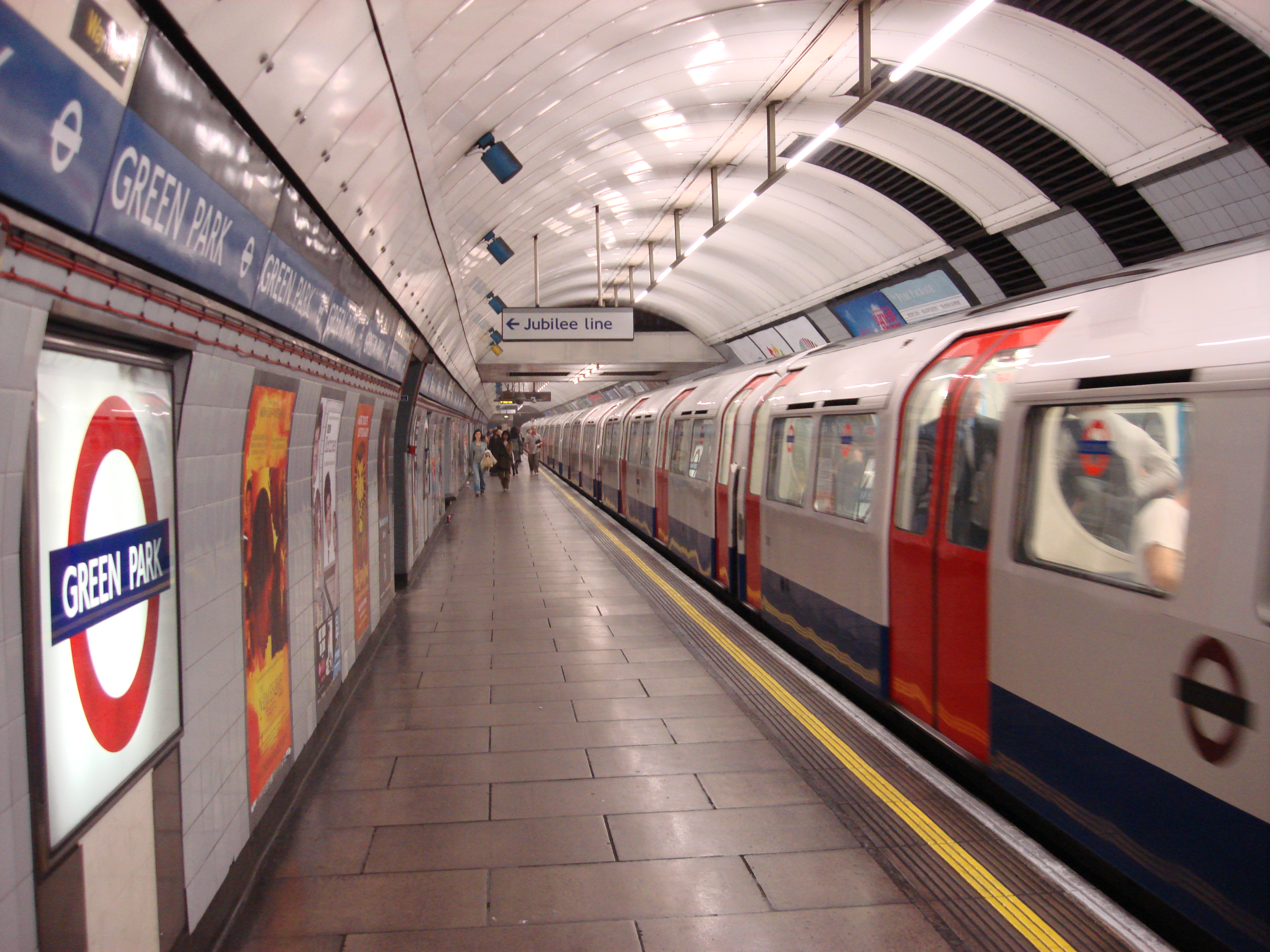
سکو خط ویکتوریا
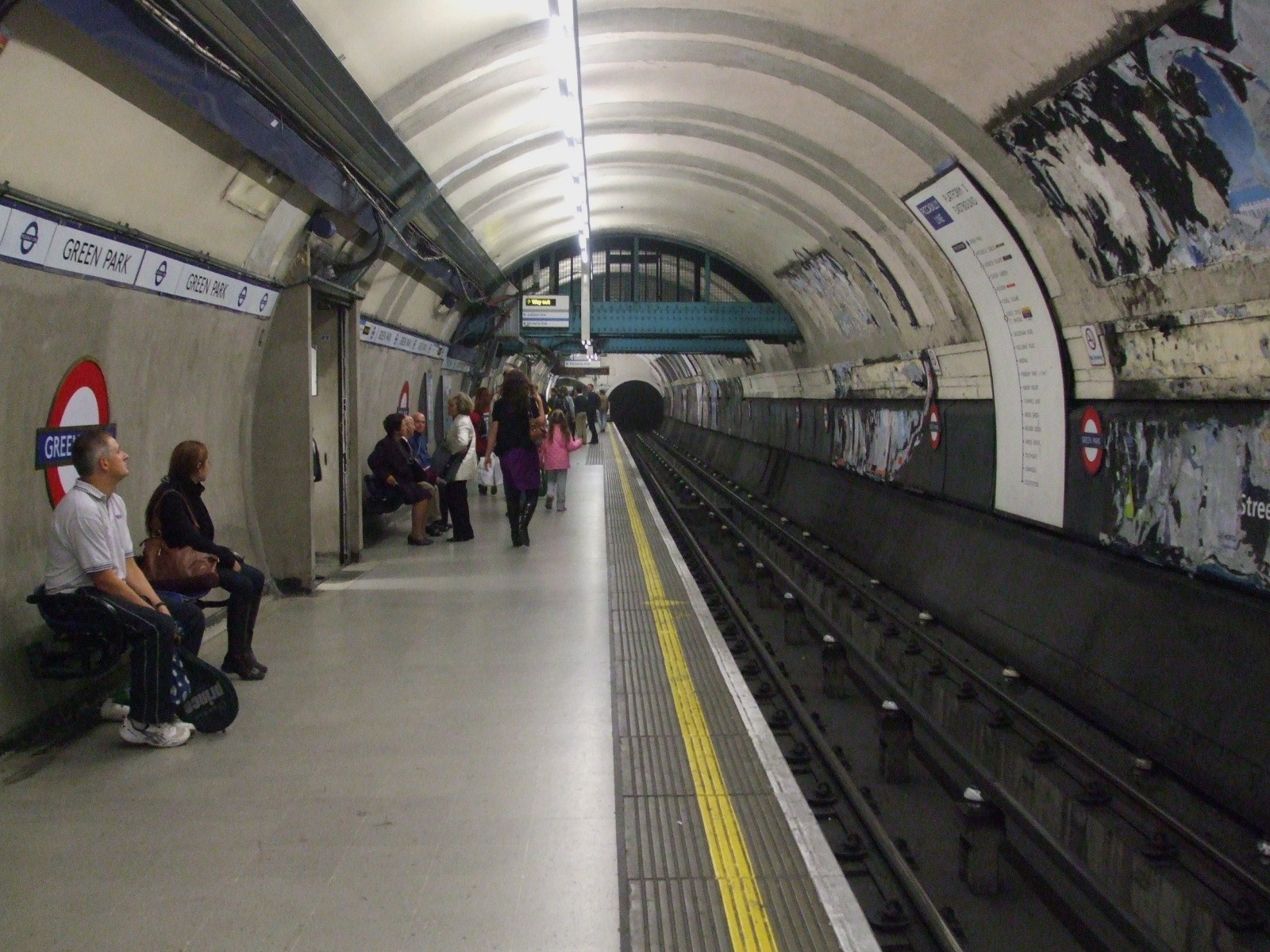
سکو خط پیکدیلی